# 와이어블
와이어블(Wiable)은 대한민국의 무선 통신 인프라 구축 기업이다. 본사는 서울특별시 송파구 법원로11길 28 BK타워 11층에 위치해 있다. 대표이사는 김문환이다.

## 참고 문헌
1. ↑  한국IR협의회 기술분석보고서- 와이어블, 2023.06.01
2. ↑  와이어블, 지분·경영 승계 모두 마무리 '2세 경영', 더벨, 2024-06-13
3. ↑  와이어블, 기지국·엔터 날개? '힘 잃은 신사업' 더벨, 2024-06-03
4. ↑  와이어블, 경영윤리 리스크·줄어든 먹거리 '이중고' 더벨, 2024-05-31